# 遊園地再生事業団
遊園地再生事業団（ゆうえんちさいせいじぎょうだん）は、宮沢章夫が主宰である日本の劇団。1990年に、作品ごとに俳優を集めて演劇を上映する劇団として旗揚げ。2000年から活動を休止していたが、2003年に再開した。

## 主な公演
旗揚げ公演は『遊園地再生』。第二回公演の『ヒネミ』は1993年に第37回岸田國士戯曲賞を受賞。

## 現在のメンバー
- 宮沢章夫 - 主宰
- 上村聡 - 2007年より参加
- 田中夢 - 2002年より参加